# Donat Acklin
Donat Acklin, född den 6 juni 1965 i Herznach, Schweiz, är en schweizisk bobåkare.
Han tog OS-guld i herrarnas tvåmanna och OS-silver i herrarnas fyrmanna i samband med de olympiska bobtävlingarna 1992 i Albertville.
Därefter tog Weder OS-guld igen i tvåmanna och OS-silver i herrarnas fyrmanna i samband med de olympiska bobtävlingarna 1994 i Lillehammer.